# سبک‌شانه‌ها
سبک‌شانه‌ها (نام علمی: Ctenolucius) نام یک سرده از تیره ماهیان سبک‌شانه است.